# Karasova Lhota
Karasova Lhota je malá vesnice, část obce Heřmaničky v okrese Benešov. Nachází se asi 1,5 km na východ od Heřmaniček. V roce 2009 zde bylo evidováno 12 adres.
Karasova Lhota leží v katastrálním území Heřmaničky o výměře 5,86 km².

## Historie
První písemná zmínka o vesnici pochází z roku 1383.

## Další fotografie

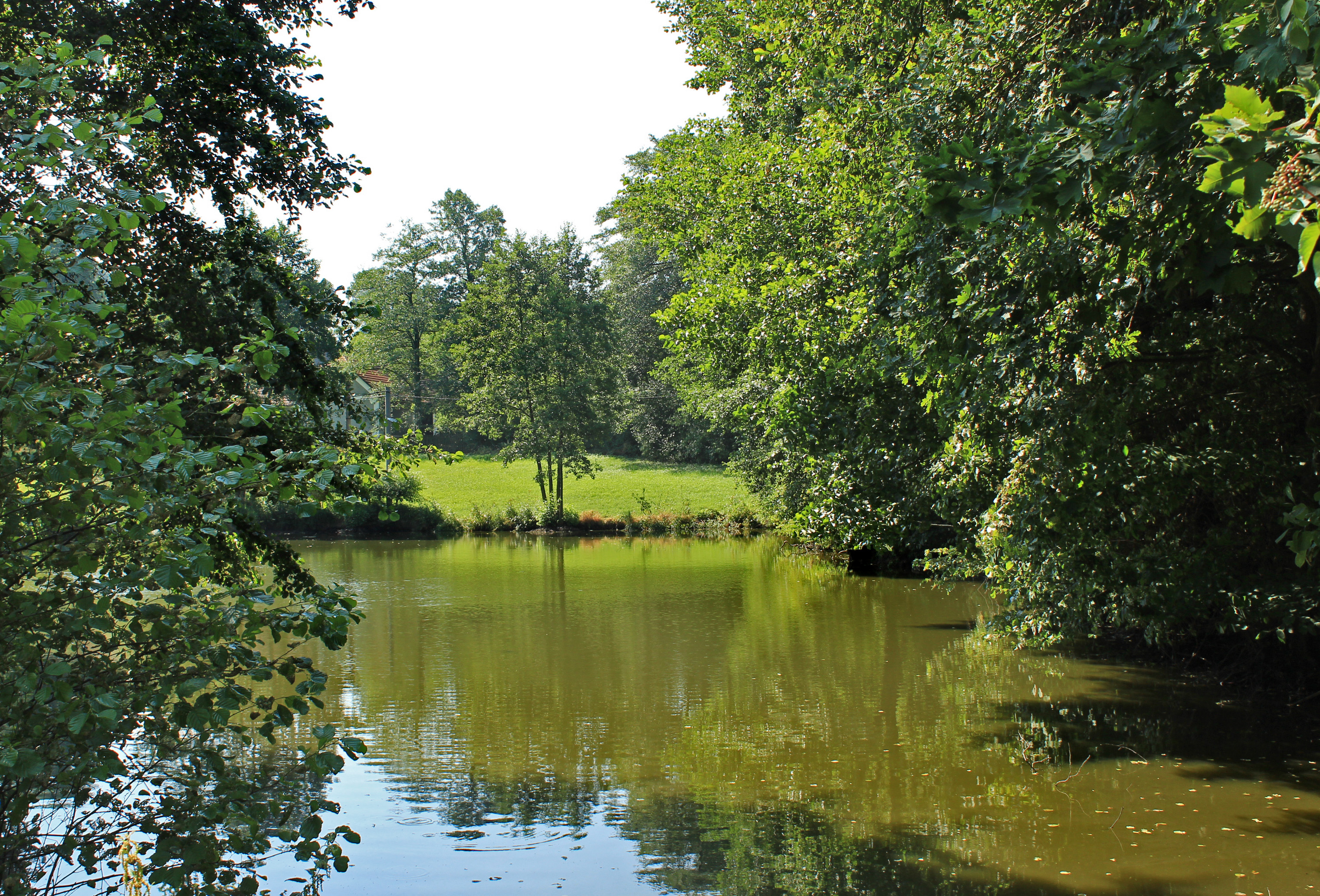
Rybník mezi domky
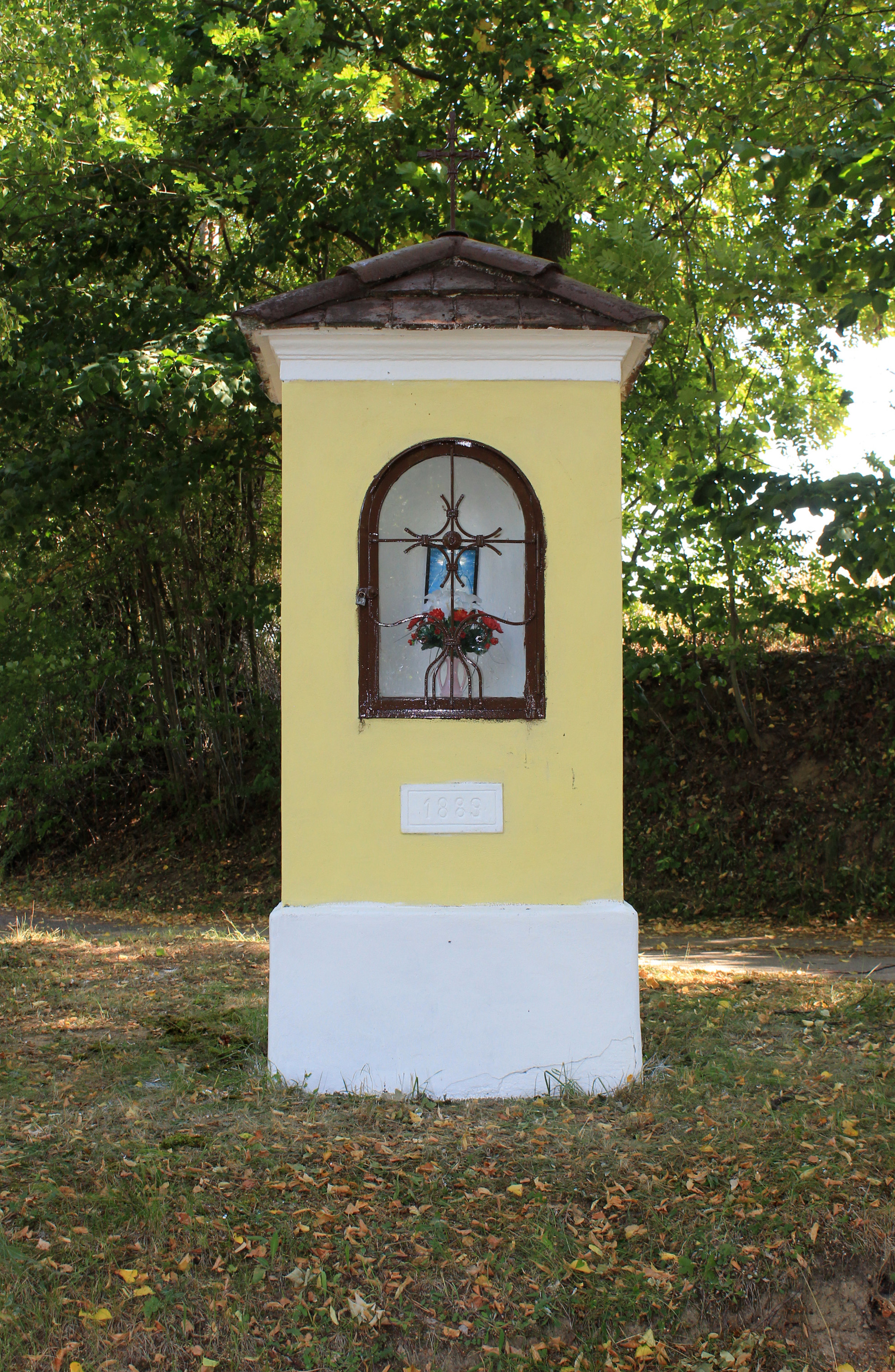
Výklenková kaplička